# حي السحيل (حضرموت)
حي السحيل هو أحد أحياء مدينة سيئون في محافظة حضرموت اليمنية.يبلغ تعداد سكانه 8938 نسمة حسب التعداد السكاني في اليمن لعام 2004.